# يوسف حبيب
يوسف حبيب منصور حسن شعبان (ولد في 9 أكتوبر 1998 في المنامة، البحرين) لاعب كرة قدم بحريني يجيد اللعب في مركز حارس المرمى. يلعب حاليا لصالح سترة البحريني منذ 2023.